# 日本占領時期のイギリス領ボルネオ

北ボルネオ
North Borneo  (英語)

国の標語: 八紘一宇国歌: 君が代

1943年のボルネオの日本占領地の地図

日本占領時期のイギリス領ボルネオ（にほんせんりょうじきのイギリスりょうボルネオ）では、ボルネオ島のイギリス植民地が太平洋戦争中に日本に占領統治されていた時期について記述する。
戦争前、ボルネオ島は5つの領域に分割されていた。そのうち4つは北部にあり、イギリスの支配下にあった。サラワク、ブルネイ、島嶼のラブアンと、英領北ボルネオがそれに該当する。島の残りの大部分はオランダ領東インドの管轄下にあった。
1941年12月16日、フランス領インドシナのカムラン湾から出撃した日本軍がサラワクのミリに上陸した。日本が島全体を征服するのには1か月も要しなかった。日本はその後、北部を「北ボルネオ」、ラブアンを「前田島」、隣接するオランダ領を「南ボルネオ」とした。近代史上初めて、ボルネオ島全体が単一の法体系によって支配された。
イギリス領ボルネオは3年以上にわたり日本に占領されていた。日本人は、日本語と日本の習慣を学ぶことを地元住民に要求して、皇民化を積極的に促進した。日本人は北ボルネオを5つの地方行政区分（州）に分割し、飛行場を建設した。捕虜収容所が数カ所、日本人によって運営された。連合軍の兵士とほとんどの植民地の役人は、日本占領に反対した地下運動のメンバーと一緒に拘留された。一方、地元のマレー人指導者は日本の監視下に置かれ、多くの外国人労働者がこの地域に移送された。
1945年の終わり頃までの間、オーストラリア軍コマンド部隊がアメリカ海軍の潜水艦によって島に配備され、連合軍の解放を任務とした主要部隊を送り込むのに備えてZ特殊部隊が情報活動をおこなって先住民に日本と戦うゲリラ戦の訓練を施した。1945年6月10日からオーストラリア・アメリカ連合軍が北ボルネオおよびラブアンに上陸した後、ボルネオ島は解放された。1945年9月12日にボルネオイギリス軍政部が日本から正式に統治を引き継いだ。

## 背景
日本がボルネオの支配権を掌握するという意向は、大東亜共栄圏の構想と関連していた。これは1936年から1940年に外務大臣を務めた軍国主義者の有田八郎によって企図された。日本の指導者は、西欧からの干渉を受けずに東京から指導されるアジアを構想し、大日本帝国をモンロー主義のアジア版になぞらえた。ボルネオ島は、ジャワ・スマトラ・マラヤ・セレベスの間の主な航路上に位置することから、戦略上重要とみなされた。これらの航路の管理は、この地域を守る上で不可欠だった。

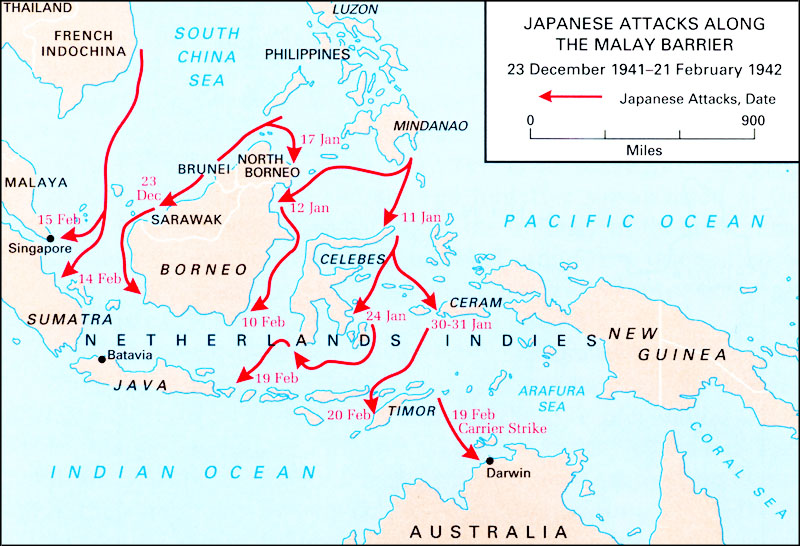
ABDA司令部地域に対する日本の軍事行動（1941年 - 1942年）

日英同盟により、1900年代以降日本人の移民は歓迎されていた。三菱や日産自動車などの企業はこの地域で貿易をおこなっていた。日本の移民は1915年からサラワク王国に居住し、行商で働く者や風俗街に勤める女性もいた。特に1930年代以降は、日本軍によるスパイ活動が移民に見られるようになった。極秘電報は、コタキナバルで定期的にドック入りする日本船舶がスパイ活動と関連していることを暴露した。
1940年にアメリカとイギリスは、日本が中国侵攻と仏印進駐を継続していることを理由に、日本に対する原材料について通商停止をおこなった。日本は太平洋地域での覇権を握る長期目標のために、慢性的に不足する天然資源、とりわけ原油を必要とした。東南アジアはその大半が西欧の植民地で構成されており、やがて日本の主要な標的となった。西欧の植民地支配を終わらせるとともに資源の確保が期待された。

## 侵攻
日本の侵攻作戦は、イギリス領は大日本帝国陸軍に、オランダ領は大日本帝国海軍に指令された。陸軍は第35歩兵旅団がボルネオを担当した。旅団は川口清健少将が指揮し、以前には中国南部の広州に駐留していた部隊によって編成されていた。1941年12月13日、日本の船団は、フランス領インドシナ（現・ベトナム）のカムラン湾を出航。船団の護衛は、軽巡洋艦「由良」および第三水雷戦隊第12駆逐隊（「叢雲」「東雲」「白雲」「薄雲）、第七号駆潜艇、特設水上機母艦「神川丸」だった。10隻の兵員輸送船が侵攻部隊の先発隊を運んだ。栗田健男少将が指揮する重巡洋艦「鈴谷」「熊野」および駆逐艦「吹雪」「狭霧」が支援部隊だった。日本軍は、ミリとセリアの占領後にクチンおよび近くの飛行場に進撃することを企図した。輸送船団は発見されることなく進み、12月16日の夜明けに2つの上陸部隊はイギリス軍の抵抗をほとんど受けずに、ミリとセリアを制圧した。

## 経済
占領後、1941年12月26日に官庁が再開された。日本企業が設立され、必需品の独占が認められた。1942年初頭、横浜正金銀行の最初の支店がクチンの旧チャータード銀行の建物に開設された。また、日本の拓務省は、ボルネオ島北部全体の投資を監督する事務所を開設した。東京海上火災と三菱海上火災の2つの日本の保険会社（いずれも東京海上日動火災保険の前身）が営業を開始した。
すべての自動車は、限られた補償で日本運輸株式会社によって没収された。日本人は労働者を雇い、追加の食料と支払いのために飛行場を建設したが、被拘禁者は働くことを余儀なくされた。他の東南アジアとともに、日本は原材料の供給源としてボルネオを利用した。盗みや密輸は死刑に処せられた。陸海軍は、日本の戦争遂行を目的として、石油産業の再建を試みた。

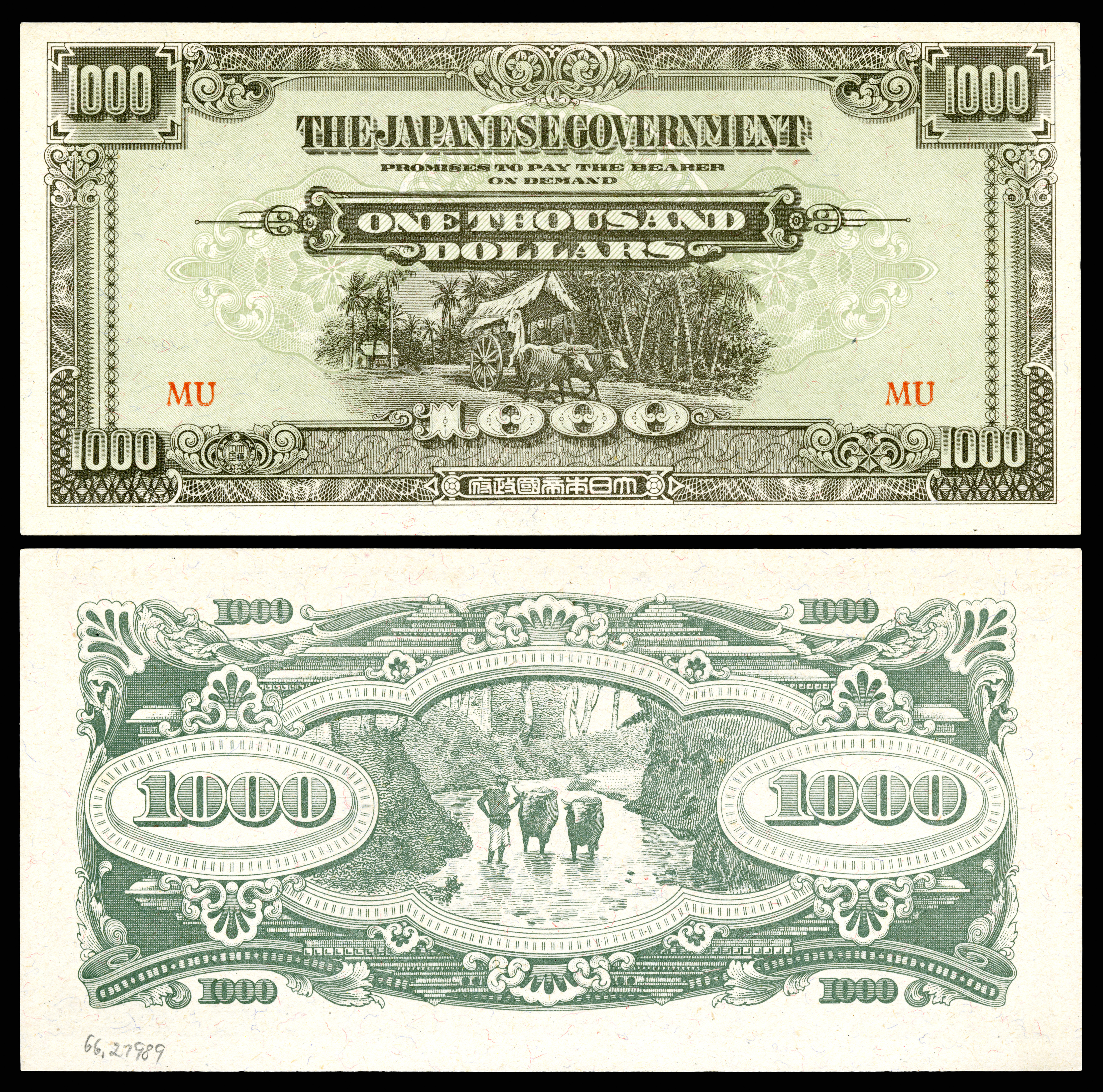
日本政府が1945年に発行した1,000ドル紙幣。路上で水牛を扱う人物が描かれている。